# Královský úřad v Opavě
Královský úřad v Opavě (německy Königliches Amt in Troppau) byl nejvyšší zemský správní úřad pro rakouskou část Slezska, nad kterou Marie Terezie udržela svou moc. Vznikl v roce 1742 z tzv. vrchního úřadu ve Slezsku (Oberamt in Schlesien) a roku 1783 byl v rámci josefínských reforem spojen s Moravským zemským guberniem pod Moravskoslezské gubernium.
V letech 1742–1746 byl jeho prvním prezidentem Fridrich Vilém Haugwitz (1702–1765).